# フランキー・ルイス
ホセ・アントニオ・トレソラ・ルイス (José Antonio Torresola Ruiz, 1958年3月10日 - 1998年8月9日) は、アメリカ合衆国の歌手。
彼は1980年代から1990年代初頭に人気のあったサルサロマンティカサブジャンルの主要人物でした。ラテン系コミュニティ内では、彼は「史上最高のサルセロの1人」と見なされ、彼の声は、暖かく柔らかい、バラードポップと伝統的なサルサの中間にあるこのタイプの曲の解釈に理想的だったので、80年代初頭にエディ・サンティアゴやラロ・ロドリゲスなどのプエルトリコ出身の他の歌手と一緒に新しい音楽の流れの標準的な担い手になりました。
サルサがポップミュージックに近づき、1990年代に歌詞のエロティシズムを和らげると、ルイスは他のロマンチックなサルサパフォーマーと一緒に挑戦されましたが、彼は彼のキャリアの後半に何とかヒットを記録しました。
1998年、ルイスは肝疾患による合併症で亡くなりました。